# چاق‌چاقو

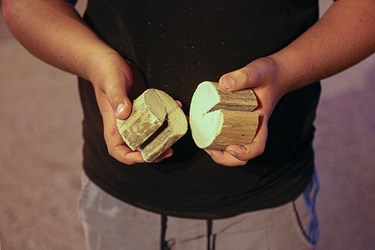
دو قطعه چوبی که توسط شخص شرکت‌کننده در مراسم به هم کوبیده می‌شوند.

چاق چاقو نام آیینی مذهبی است که در ایام محرم در برخی از استان‌های ایران همچون چهارمحال و بختیاری و اصفهان برگزار می‌شود.

## تاریخچه و توصیف
طبق برخی روایات شیعه، در روز سیزدهم محرم سال ۶۱ هجری قمری، چند روز پس از نبرد کربلا، افرادی از قبیله بنی‌اسد برای خاکسپاری پیکرهای باقی‌مانده از نبرد به کربلا آمدند و در هنگام تاریکی هوا، گروه‌هایی که پیکری را پیدا می‌کردند با کوبیدن دو سنگ به یکدیگر صدایی تولید می‌کردند تا بقیه را باخبر کنند و همه پیکرها جمع شود.
به یاد روایت فوق، مراسمی تحت عناوینی چون چاق‌چاقو یا چق‌چقه‌زنی در برخی مناطق ایران همچون سامان و نایین برگزار می‌شود. اجرای مراسم به این‌شکل است که نوحه خوانده‌می‌شود و عزاداران دو تکه سنگ یا چوب را بر اساس ریتم نوحه (مثلا پنج ضرب، چهار ضرب، سه ضرب و دوضرب تند و کند) به هم می‌کوبند. گاهی طبل و سنج و نی هم با این نوا همراهی می‌کند. این مراسم در شهر سامان فقط هنگام شب عاشورا اجرا می‌شود.